# Štikada
Štikada je naselje u Republici Hrvatskoj, u sastavu Općine Lovinac, Ličko-senjska županija. 

## Stanovništvo
Prema popisu stanovništva iz 2001. godine, naselje je imalo 175 stanovnika te 69 obiteljskih kućanstava. Većinsko stanovništvo su Hrvati.
Prema popisu stanovništva iz 2011. godine, naselje je imalo 216 stanovnika.
| broj stanovnika | 2425  | 2307  | 1709  | 1643  | 1787  | 1709  | 1780  | 2437  | 497   | 523   | 601   | 554   | 513   | 545   | 175   | 216   | 197   |
|                 | 1857. | 1869. | 1880. | 1890. | 1900. | 1910. | 1921. | 1931. | 1948. | 1953. | 1961. | 1971. | 1981. | 1991. | 2001. | 2011. | 2021. |

## Vanjske poveznice
|  | Zajednički poslužitelj ima još gradiva o temi Štikada |